# ありふれた恋のおわりに
ありふれた恋のおわりには2007年4月4日にリリースされたシミズリエの1stフルアルバム。CDコードはPYUN-1001。

## 解説
- ジャケット写真は常盤響によるもの。
- 「ため息」と「Stay with me」は前作のミニアルバム「うたの実」にも収録されていた楽曲であるが、ここでは共に別バージョンでの収録となっている。

## 収録曲
1. ありふれた恋のおわり
2. 泣きたいくらいに
3. 天気雨
4. 春
5. あいたいよ
6. 夕暮れ
7. ため息
8. いつかすべて思い出になる
9. ひかりの差してるほうへ
10. 冬
11. Stay with me
12. あなたのためにできること
  - 全作詞・作曲：シミズリエ